# Strymon limenia
Strymon limenia is een vlinder uit de familie van de Lycaenidae. De wetenschappelijke naam van de soort werd als Thecla limenia in 1868 gepubliceerd door William Chapman Hewitson.